# Mikael
A Mikael (eredeti címén Mikael Karvajalka) Mika Waltari finn író 1948-ban írt történelmi regénye, mely a zűrzavaros 16. század első harmadában játszódik. Címszereplője, a turkui születésű, egyetemi képzésben részesült, idealista fattyú, Mikael Karvajalka társával, a „lassú észjárású”, de erős és gyakorlatias Anttival együtt keresztül-kasul bejárja Európát Stockholmtól Madridig, miközben olyan kiemelkedő személyiségekkel találkozik, mint Luther Márton, Paracelsus vagy éppen V. Károly német-római császár, és olyan eseményekbe és folyamatokba keveredik bele, mint a reformáció vagy a német parasztháború. A történet Róma 1527-es kirablásának (sacco di Roma) leírásával zárul, folytatását a Mikael el-Hakim című regény tartalmazza. Magyarul Schütz István fordításában olvasható.

## Cselekmény
|  | Alább a cselekmény részletei következnek! |

A visszaemlékezésként megfogalmazott regény tíz könyvre tagolódik, amelyek Mikael életének egy-egy sorsdöntő eseményével zárulnak.

### Első könyv
Az első könyv a főhős gyermekkoráról számol be. Mikael Bast 1502-ben vagy 1503-ban született Turku városában, törvénytelen gyermekként, ezért édesanyja öngyilkos lett. Mikael így a kovács nagyapa alkoholizmusa miatt elszegényedő, idős nagyszüleihez kerül, ahol nem túlzottan vidám életben van része. Nagyszüleit 1509-ben gyilkolják meg a városon rajtaütő juutti (dán) kalózok. A támadás során megsérülő gyermeket a helyi javasasszony, Pirjo Karvajalka veszi magához, aki a taníttatásáról is gondoskodik a székesegyházi iskolában. A tehetséges gyermek gyorsan megtanul latinul, sőt a kikötőben valamelyest németül és svédül is, ezért 1517-ben írnoknak szegődhet a városba érkező német Schwarzschwanz ágyúöntő mester mellé. Ugyanebben az évben ismerkedik meg Kalle fia Anttival, aki egy sokgyermekes parasztcsalád sarja, és kovácslegényként vándorol, hogy tapasztalatokat szerezzen. Miután az állatot lefogva Antti megmenti Mikaelt egy elszabadult bika elől, barátságot kötnek, és Mikael állást szerez barátjának a német mesternél.

### Második könyv
A második könyv 1517–1518 eseményeit mondja el. Mikael ekkor lesz először szerelmes: választottja a dúsgazdag Lauri ötvös lánya, Anna, akivel házitanítóként ismerkedik meg. Eleinte úgy tűnik, plátói és tiszta szerelmük kölcsönös, de amikor Mikael ezt bevallja Lauri mesternek, az csúnyán megalázza és eltiltja lányától, ráadásul Anna később anyagi érdekeit szem előtt tartva szintén kiszeret a fiúból, keserű csalódást okozva neki. Nemsokára II. Keresztély dán király egyik ügynöke, bizonyos Didrik úr keresi meg Mikaelt, hogy információkat szerezzen tőle Turku védelmére és hangulatára vonatkozóan, illetve hogy igénybe vegye segítségét a Keresztély melletti propagandában az ellenálló svéd régens, ifjabb Sten Sture ellenében. Amikor azonban hírek érkeznek Keresztély 1518. október 2-án elszenvedett brännkyrkai vereségéről, Didrik úr és húga jobbnak látja elmenekülni a Sture-párti városból. Mikael ügyes csellel eléri, hogy eredeti szándékaikkal ellentétben ne megöljék, hanem magukkal vigyék Lübeckbe tartó hajójukon, ahonnan Arvid Kurki püspök ajánlásával a párizsi egyetemre mehet tanulni.

### Harmadik könyv
A harmadik könyv által elbeszélt események 1518–1520 között játszódnak. A lübecki hajón a házasságtörés miatt menekülni kényszerülő Antti is Mikaellel utazik, így együtt mennek Párizsba Hamburgon és Kölnön keresztül. Mikael végül a frissen doktorrá avatott németalföldi Pieter Monk mesternél kezdi meg tanulmányait. A visszaemlékezés szerint ez volt élete legboldogabb időszaka, és a nagyvilág dolgaival is csak ekkortájt kezdett foglalkozni: I. Ferenc francia és VIII. Henrik angol király közeledési kísérletéről és az Oszmán Birodalom aggasztó megerősödéséről és a Mamlúk Birodalom felett aratott megsemmisítő győzelméről is ekkor hall először. Arról is értesül, hogy Svédországot és a hozzá tartó Finnországot is interdictum alá vonták. A baccalaureusi fokig jutó, dicsőséges hazatérés álmát dédelgető fiatalembert ez a tény állandó pénztelenségével párosulva elkedvetleníti és elzülleszti, végül az addig Saint-Cloud-ban ágyúöntéssel foglalkozó Anttival együtt beáll a gazdag ereklyekereskedő, Hieronymus Arce szolgálatába. Mikael beleszeret a mester feleségébe, Geneviève-be, ezért asszisztál annak egy nemesúrral folytatott szerelmi kalandjához. Ismét keservesen csalódnia kell: az asszony, ígéretét megszegve, kikosarazza, ráadásul szökése előtt Antti „behajtja az előleget” abból, amit Mikaelnek ígért. A bosszús Mikael így kapva kap az alkalmon, amikor a II. Keresztély számára zsoldosokat toborzó Didrik úr felkeresi Párizsban, és hajóra száll vele Rouenban.

### Negyedik könyv
Mikael és Antti csatlakozik II. Keresztély Stockholmot ostromló zsoldosseregéhez, ahol Antti tüzérnek áll, ő maga pedig az alkoholista, de kiváló orvosnak bizonyuló Paracelsus mester mellett kezdi bővíteni nevelőanyjától szerzett ismereteit, illetve Hemming Gadh oldalán követségben jár szülővárosában, hogy előkészítse a finnek kapitulációját. Mikael Keresztély király november 1-jei stockholmi koronázásának is szemtanúja, amit háromnapos tivornyázás követ. Megdöbbenve kell tapasztalnia, hogy Keresztély megszegte amnesztiára vonatkozó ígéreteit, és leszámol ellenfeleivel. Mikael személyesen írnokoskodik a veszélyesnek ítélt svédeket elítélő egyházi bírósági ülésen, majd a stockholmi vérfürdő során majdnem vele is végeznek. A király személyesen átadott parancsára végül visszatér Turkuba, ahol számos finn előkelőséget végeztet ki. Sebtében szerzett, fattyú származása miatt jogszerűtlen papi kinevezését hiába próbálja elismertetni Arvid püspökkel, ami megint lelombozza. Közben hatalmával visszaélve, a többi svéd megszállóhoz hasonlóan, pénzt kezd kicsikarni a helyiekből, de egyúttal Antti javaslatára információkat ad át a finn ellenállóknak, akik komoly károkat okoznak a svéd hajóknak. A könyv újabb súlyos próbatétellel zárul Mikael számára: a megszállók kivégzik szerelmét, az ellenállók számára leveleit hordó Veronikát.

### Ötödik könyv
Veronikát elveszítve Mikael ismét kiábrándul a világból, és több halálra szánt honfitársát megmenti a kivégzéstől, miközben Vasa Gusztáv ostrom alá veszi a turkui várat. A dánok végül felmentik az erősséget, de Mikaelnek ebben sincs sok öröme: mivel a helyiekkel sikerült meggyűlöltetnie magát, nevelőanyját boszorkánysággal vádolják meg és meggyilkolják. A magába szálló ifjú eltökéli, hogy Velencén keresztül zarándoklatra megy, és a svéd parancsnok nagyobb összeggel látja el, hogy előbb Lübeckben szerezzen információkat a dánok elleni előkészületekről. Antti, akinek ellenálló múltja miatt van félnivalója, újfent barátjával tart. Útjukon hallanak az oszmánok Rodoszt fenyegető terveiről. Az Alpok lábánál, Memmingennél megtámadják és kifosztják a társától eltávolodott Mikaelt. A bozótba hurcolt, eszméletét vesztett férfit a memmingeni Barbara Büchenmeister veszi magához és ápolja fel, ő pedig – bár a lány már huszonéves, nem túlzottan szép és még családja is boszorkánynak tartja – beleszeret, feleségül veszi, és segédjegyzői állást szerez a tanácsban.

### Hatodik könyv
Az egyre terjedő reformáció légkörében – melynek egyik terjesztője Mikael hajdani barátja, Sebastian Lotzer – az egyház példát akar statuálni, így 1524 tavaszán Barbarát elhurcolják, megkínozzák és elítélik boszorkányságért. Sovány vigasz, hogy Barbara vallomása miatt elítélik a boszorkányvadász Fuchs magistert is, aki vagyonát a vele utolsó napjaiban emberségesen bánó Mikaelre hagyja. Az egyház tekintélye sem erősödik meg a kivégzéstől, épp ellenkezőleg: az antiklerikális indulatok szabadulnak el amiatt, hogy nem a nép kezébe adták Barbarát.

### Hetedik könyv
Mikael gyászában fogadalmat tesz VII. Kelemen pápa megbuktatására, és csatlakozik az Ulrich Schmid vezette parasztok seregéhez, akik feldúlják Memmingen és Baltringen vidékét, és önmagát halálra szánva személyesen rögzíti a petárdát a püspöki vár kapujához, így komoly részt vállal a Barbarát elítéltető püspök elűzésében. Rövidesen Antti és korábbi szerelme, Geneviève is csatlakozik hozzá. Antti Mikael kirablása után zsoldosnak állt V. Károly német-római császár seregében, és részt vett az I. Ferenc francia király ellen folyó itáliai hadműveletekben, így a paviai csatában is, és a franciák vereségéből okulva tisztában van a parasztok és Mikael veszedelmes helyzetével. Geneviève luxuskurtizánként érkezett a francia sereggel, de annak megfutamodása után mindenét elvették, így jobb híján Anttihoz csatlakozott, noha csak addig, amíg tőle és Mikaeltől, mint gyermekei apjaitól (!) szerzett pénzzel ismét kurtizáni pályára léphet. A lelkes Mikael nem hallgat a világpolitikát és a stratégiai kérdéseket immár meglehetősen jól átlátó Anttira, így majdnem életüket vesztik az 1525. április 4-én vívott leipheimi csatában, ahol a fegyelmezetlen parasztokat könnyűszerrel lemészárolja Truchsess von Wartburg, a sváb szövetség parancsnoka.

### Nyolcadik könyv
Mikael, Antti és közös fiuk anyja a borzalmas leipheimi mészárlás elől menekülve a fanatikus prédikátor, Thomas Müntzer egyik híve nyomába szegődnek. Mühlhausenben Mikael a reformátor követői közé áll, annak követeként pedig még János herceg, a későbbi szász választófejedelem weimari udvarába is eljut. Itt személyesen is meggyőződik arról, hogy a nagy reformátor, Luther Márton kiáll a nála is radikálisabb Müntzer mozgalma ellenében a fejedelmek mellett. Az 1525. május 15-én vívott frankenhausi csata a tárgyalni nem hajlandó Müntzer seregének lemészárlásával végződik, Mikael maga csak a bivalyerős Antti hidegvérének köszönhetően tud elmenekülni, majd János herceg menlevelével végignézheti hajdani vezetője, Müntzer kivégzését május 27-én, ahol I. Fülöp hesseni őrgróftól személyesen értesül annak protestáns hitre téréséről.

### Kilencedik könyv
Mühlhausenbe visszatérve Geneviève asszony és a távollétükben gondját viselő, időközben beleszerető, saját feleségétől menekülni akaró Eimer serfőző mester hatására úgy döntenek, hogy – Antti korábbi terveivel ellentétben, miszerint visszaviszi Mikaellel „közös” gyermekük anyját Franciaországba – inkább Velence felé indulnak. Útjuk Nürnbergen keresztül vezet, ahol Eimer lezárja üzleti ügyeit, eközben Mikael a város nevezetes lakójával, Albrecht Dürerrel is találkozik. Mivel Mikael ingóságai és a Barbara boszorkánypere során megkínzott kutyája Memmingenben maradt, Anttival inkább arra indulnak azzal, hogy majd később csatlakoznak az egyenesen Velencébe induló Eimerékhez. Brescia közelében egy rablótámadás szemtanúi lesznek, és bár a haramiákat elűzik, a megtámadottakon már nem tudnak segíteni. Az egyiküknél francia királyi postát találnak, amelyből kiderül, hogy Francesco d’Avalos, Pescara márkija, a császár milánói helytartója a pápával, Velencével és egyéb itáliai államokkal konspirál, miközben francia anyagi segítséget kérnek az V. Károly elleni támadáshoz.
Mikael elhatározza, hogy figyelmezteti a császárt, és a nagy jutalom reményében – illetve az európai béke fenntartásáért, hogy fel lehessen venni a harcot az Oszmán Birodalommal – egy spanyol kapitány kíséretében Genovából Valenciába hajózik Anttival. Madridban Charles de Lannoy nápolyi alkirály meg is szervez számukra egy találkozót a fiatal, bizalmatlan császárral, aki azonban Mikael megdöbbenésére már tud a hírekről, sőt fel is világosítja, hogy Pescara márkija valójában csak tetteti az árulást. „Jutalomképpen” lehetőséget ad az általa útonállóknak tekintett finneknek, hogy Francisco Pizarro 1528-ban indítandó perui expedíciójához csatlakozzanak. Az újvilági úthoz azonban egyiküknek sem fűlik a foga, ezért a jogot eladják egy megszorult spanyol nemesnek. Miután az értesülésből de Lannoy felelőtlensége miatt alig származik hasznuk, a franciák szolgálatába állnak, és részt vesznek a paviai vereség óta Madridban raboskodó I. Ferenc sikertelen szökési kísérletében. Ugyan a király nélkül, de ép bőrrel jutnak át Franciaországba. Lyon felé veszik útjukat, ahol az Eimer mestert gályára juttatva meggazdagodó Geneviève asszony Velencében vásárolt rabnőkkel luxusbordélyt üzemeltet, és itt meg is ismerik „gyermeküket”, akit egy közeli faluban nevel egy dajka. Mivel a két barát nem bírja sokáig a tétlenséget, továbbvándorolnak Bázel felé. A városban értesülnek a madridi békekötésről, I. Ferenc hazatéréséről és a cognaci liga megalakulásáról. Antti eltökéli, hogy Magyarországra megy, hogy a török ellen harcolva próbáljon szerencsét, Mikael pedig a bázeli egyetemen folytatja rég abbahagyott tanulmányait.

### Tizedik könyv
Bázelben Mikael ismét találkozik Paracelsusszal, aki mellett újabb hasznos ismereteket szerez, közben értesül a mohácsi csatáról és Magyarország bukásáról, illetve hogy V. Károly a franciákkal paktáló pápa ellen készül. Miután mesterét elüldözik a városból, ő maga elhatározza, hogy felcserként csatlakozik a császári csapatokhoz. Milánóban csatlakozik az alulfizetett, éhező, rongyos zsoldosokhoz, akik az út során folyton lázadoznak – egy ilyen lázongás során kap a legendás vezér, Georg von Frundsberg gutaütést Mikael szeme láttára. A főhőst csak a váratlanul felbukkanó Antti menti meg: mint kiderül, Magyarországon a nemesek pökhendisége miatt végül nem is vett részt a török elleni küzdelemben, hanem visszatért Itáliába, hogy V. Károly seregével tartson. Az éhező, demoralizált sereget végül III. Bourbon Károly, az áruló francia főparancsnok vezeti Róma falaihoz, ahol meghal, mielőtt a zsoldosok 1527. május 6-án lerohannák a várost. Ezzel megkezdődik a sacco di Roma néven elhíresült csapás: több napig tartó vérengzés, dúlás, rablás, erőszak, szentséggyalázás zajlik le Mikael szeme előtt, aki mindennek tetejébe még pestises is lesz – igaz, fogadalma teljesül, mert látja VII. Kelement megtört öregemberként az Angyalvárba visszavonulni és a pápai hatalmat megingani. Miután szerencsésen túléli a halálos kórt, és kellően megerősödik, a brutalitás tobzódása láttán eltökéli, hogy elzarándokol Jeruzsálembe, remélve, hogy ott megtisztulhat bűneitől. Antti, aki maga is – bár bajtársaihoz képest csak mértékkel – kivette a részét a zsoldosok tetteiből, csatlakozik barátjához, és Velencébe mennek, ahonnan folytathatják útjukat a Szentföldre.
|  | Itt a vége a cselekmény részletezésének! |

## Magyarul
- Mikael Hakim avagy Tíz könyv Michael Carvajal életéből, az 1527–38 közti évekből, 1-2.; ford. Schütz István; Európa, Bp., 1966 (Századok, emberek)

## További hivatkozások
- Moly-adatlapja